# Zwettl an der Rodl
Zwettl an der Rodl település Ausztriában, Felső-Ausztria tartományban, az Urfahrkörnyéki járásban. Tengerszint feletti magassága 616 méter, területe 15,36 km².

## Elhelyezkedése
Zwettl an der Rodl Bad Leonfelden, Reichenau im Mühlkreis, Sonnberg im Mühlkreis, Kirchschlag bei Linz, Eidenberg és Oberneukirchen településekkel határos.

## Népesség
| 2016 | 1 796 |
| 2018 | 1 752 |